# St. Pankraz
St. Pankraz (italià San Pancrazio) és un municipi italià, dins de la província autònoma de Tirol del Sud. És un dels municipis del districte de Burggrafenamt. L'any 2007 tenia 1.584 habitants. Limita amb els municipis de Lana, Laurein (Lauregno), Naturns (Naturno), Unsere Liebe Frau im Walde-St. Felix (Senale-San Felice), Tisens (Tesimo), Ulten (Ultimo), i Castelfondo.

## Situació lingüística
| Pertinença lingüística (cens 2001) | 99,81% alemany |
| Pertinença lingüística (cens 2001) | 0,13% italià   |
| Pertinença lingüística (cens 2001) | 0,06% ladí     |

## Administració

Territori comunal

| Període | Identitat       | Partit |
| ------- | --------------- | ------ |
| 2004-   | Hermann Tumpfer | SVP    |